# Prinsengracht 535

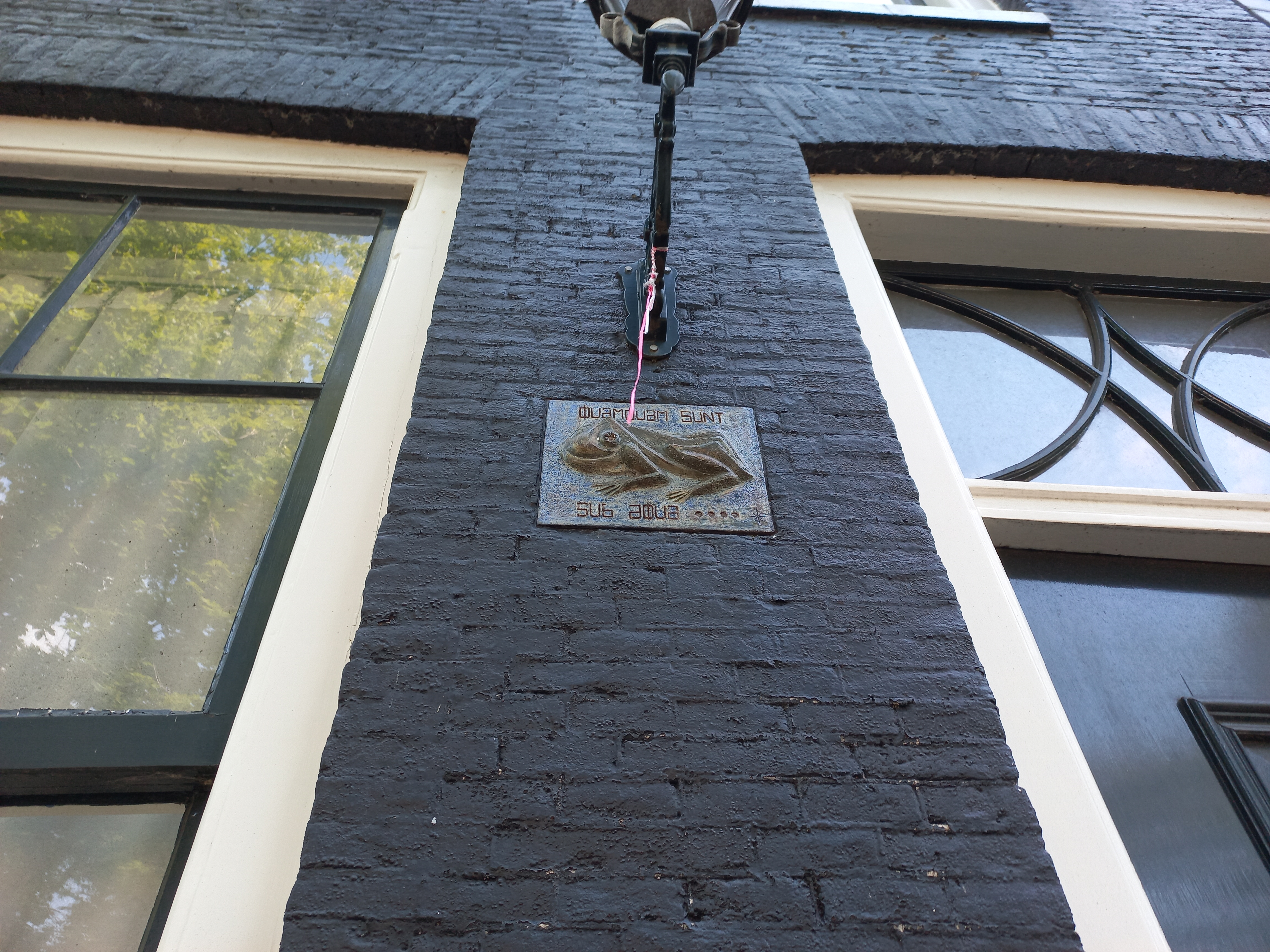
Oorlogsmonumentje (juli 2025)

Prinsengracht 535 te Amsterdam is een gebouw aan de Prinsengracht in Amsterdam-Centrum.

## Inleiding
De Prinsengracht werd in gedeelten aangelegd en volgebouwd in de 17e eeuw. De stad Amsterdam was toen het Singel overgestoken en voordat de Jordaan werd gebouwd`, was het de buitengrens van bebouwing. Die historie houdt dan ook in dat de oorspronkelijke bebouwing (grotendeels) is afgebroken dan wel afgebrand om plaats te maken voor nieuwbouw, waarbij soms deze cyclus weer herhaald werd. Huisnummer 535 is gesitueerd aan de oostelijke gevelwand tussen de Runstraat en Leidsegracht. Het is daar het tweede gebouw met een huisnummer aan de gracht; het hoekpand aan de Runstraat kreeg een huisnummer aldaar.

## Gebouw
Prinsengracht 535 werd op 8 september 1970 opgenomen in het rijksmonumentenregister (4355) onder de summiere omschrijving: 
Pand met vermoedelijk 18e eeuwse gevel onder een verhoogde lijst vermoedelijk uit begin 19e eeuw
Het gebouw viel eerder onder monumentenzorg; het bureau kwam regelmatig langs om het gebouw te fotograferen. Er is sinds de jaren vijftig dus nauwelijks iets veranderd. Voor het souterrain loopt een trapje met bordes naar de beletage met daarboven twee woonetages. Daarboven is achter een luik nog een (opslag)zolder gesitueerd. Er zijn twee raamrijen. De toegangsdeur geeft toegang tot alle wooneenheden. In 2005 werd de fundering onder het monumentschap hersteld of vernieuwd.
Belendend gebouw Prinsengracht 533 is ook een rijksmonument, maar ziet er totaal anders uit. Prinsengracht 537 en 543 zijn van veel recenter datum; ze vervingen vier pakhuisachtige gebouwen (537-543) en zouden uit 1900 stammen en laat dus een geheel andere bouwstijl zien. Het is gebouwd en vermoedelijk ontworpen door makelaar en aannemer (de functie makelaar, aannemer en architect liepen toen door elkaar) Poppe van der Meer, die er ook enige tijd gevestigd was (Prinsengracht 534).

## Plaquette
Nauwelijks zichtbaar in de gevel is een minuscule plaquette die eraan refereert dat in de Tweede Wereldoorlog (bewoners van) het gebouw onderdak boden aan onderduikers waaronder Annie Nicolette Zadoks-Josephus Jitta. Zij kon het pand later kopen en haar zoon liet weer later het steentje plaatsen. Boven en onder een afgebeelde kikker is een tekst leesbaar van Ovidius waarbij slechts een gedeelte is afgebeeld om zo te wijzen op het onderduiken (sub aqua betekent onder water):
Quamquam sunt, sub aqua
- Rijksmonument: 4355